# Gottardo
De Gottardo was een Europese internationale trein voor de verbinding Bazel - Milaan. Gottardo is de Italiaanse naam voor het Gotthardmassief, dat de trein via de Gotthardtunnel doorkruist.

## Geschiedenis
In 1898 heeft de Compagnie International des Wagon Lits al plannen gemaakt voor een dienst over de, in 1882 voltooide, Gotthardspoorlijn. De Nord Süd Gotthard Express kwam er echter niet en pas 12 jaar later werden nieuwe plannen gemaakt voor een trein over de Gotthard.

## Gotthard Express
In 1911 heeft de CIWL een trein met de naam Gotthard Express in dienst genomen voor de route Berlijn-Milaan-Genua. De treindienst is echter al na een half jaar, op 30 november 1911, gestaakt.

## Pullman
Op 1 september 1927 heeft de CIWL een vijfde Pullmantrein vanuit Milaan in gebruik genomen. Deze laatste van het Milanese kwintet luxetreinen reed onder de naam Gotthard Pullman Express over de Gotthardspoorweg naar Bazel. Deze trein voerde doorgaande rijtuigen voor Zürich mee en reed tussen de Gotthard en Bazel via Luzern. Aan de zuidkant waren er doorgaande rijtuigen voor Locarno. In 1930 reed de trein als Gotthard-Oberland-Pullman Express zelfs met rijtuigen die vanaf Bazel verdergingen tot Parijs. Op 3 oktober 1931 is deze treindienst opgeheven.

### Route en dienstregeling
| *     | BM    | Land        | Station     | Km | MB    | *     |
| ----- | ----- | ----------- | ----------- | -- | ----- | ----- |
|       | 07:32 | Zwitserland | Bazel       |    | 22:44 |       |
| 08:30 | ↓     | Zwitserland | Zürich      |    | ↑     | 21:28 |
| ↓     | 08:40 | Zwitserland | Luzern      |    | 21:27 | ↑     |
| 09:44 | 09:44 | Zwitserland | Arth-Goldau |    | 20:40 | 20:40 |
| 11:53 | 11:53 | Zwitserland | Bellinzona  |    | 18:30 | 18:30 |
| 12:36 | ↓     | Zwitserland | Locarno     |    | ↑     | 17:00 |
|       | 12:37 | Zwitserland | Lugano      |    | 17:07 |       |
|       | 13:38 | Italië      | Como        |    | 17:07 |       |
|       | 13:58 | Italië      | Milaan      |    | 14:06 |       |

## Trans Europ Express
De Gottardo was samen met de TEE Ticino en de TEE Cisalpin een van de treinen die op 1 juli 1961 de verbinding tussen het noordelijke en zuidelijke deel van het TEE net tot stand brachten. Tevens waren deze drie de eerste TEE's met elektrische tractie. De TEE Gottardo reed echter niet via Luzern maar eerst van Bazel naar Zürich om daarna bij Arth-Goldau op de Gotthardbahn uit te komen. Omdat de Zwitserse treinstellen onder alle stroomsystemen kunnen rijden kon ook het traject Lugano - Como zonder stop aan de grens worden afgelegd. Op de terugweg werd niet verder gereden dan Zürich.

### Rollend materieel
De treindienst werd verzorgd door de meersysteem treinstellen van de SBB.

TEE Gottardo (rood) in het TEE-net van 1961

De route van 26 mei 1974 tot 27 mei 1979

### Route en dienstregeling
De Gottardo startte op 1 juli 1961 onder de treinnummers ZM2 in Zwitserland en 695 in Italië voor de zuidwaartse trein en 696 in Italië en MZ3 in Zwitserland voor de noordwaartse trein. De Gottardo reed 's morgens naar Milaan en 's middags terug en de Ticino reed 's morgens naar Zürich en 's middags terug. Op 26 mei 1963 werden de treinnummers in Zwitserland gewijzigd, ZM2 werd TEE 82 en MZ3 werd TEE 87. Vanaf 30 mei 1965 werd het traject aan de noordkant verlengd tot Basel SBB. Op 28 mei 1967 werden de nummers in Zwitserland en Italië gelijk getrokken en werd TEE 82 gewijzigd in TEE 89 en TEE 87 gewijzigd in TEE 90. Op 1 juni 1969 werd de rit in noordelijke richting weer ingekort tot Zürich. De trein werd voortaan na een overnachting in het depot de volgende ochtend leeg naar Bazel gereden om daar te beginnen aan de rit naar Milaan. De invoering van de Europese treinnummering op 23 mei 1971 betekende dat de TEE 89 voortaan reed als TEE 59 en de TEE 90 als TEE 58. (let op dat het destijds in Italië een uur later was dan in Zwitserland).
| TEE 59 | land        | station         | km  | TEE 58 |
| ------ | ----------- | --------------- | --- | ------ |
| 07:37  | Zwitserland | Basel SBB       | 0   | **:**  |
| 08:50  | Zwitserland | Zürich          | 88  | 20:56  |
| 11:39  | Zwitserland | Lugano          | 304 | 18:03  |
| 13:04  | Italië      | Como            | 335 | 18:35  |
| 13:37  | Italië      | Milano Centrale | 381 | 18:00  |

Van 26 mei 1974 tot 27 mei 1979 reed de trein in de zomermaanden door tot Genua Brignole. In de zomer van 1979 eindigde de trein al in Genova P.P. en het jaar daarop verviel het stuk Milaan - Genua helemaal. Vanaf 30 september 1979 werd alleen nog op werkdagen vanaf Bazel gereden en op 23 mei 1982 verviel het deel Bazel - Zürich helemaal. Op 2 juni 1985 werden de nummers van de treinen omgewisseld en op 31 mei 1987 werden de nummers 1 verlaagd, zodat de trein uit Milaan weer met nummer TEE 58 reed en de trein uit Zürich met nummer TEE 57. Het noordelijke eindpunt werd toen gewijzigd in Zürich Flughafen. Op 24 september 1988 reed de Gottardo voor het laatst als TEE.

## EuroCity
Op 25 september 1988 is de Gottardo als EuroCity voortgezet.

### Rollend materieel
De EC-Gottardo startte in september 1988 met RABe meersysteemtreinstellen. Het betrof hier de omgebouwde TEE treinstellen die altijd al de TEE Gottardo verzorgden. De grijsgeschilderde treinstellen kregen de bijnaam grijze muis en waren nu ook voorzien van twee rijtuigen tweede klas. Na een ontsporing in juli 1994 besloot SBB het materieel uit de Eurocitydienst terug te trekken en werd de dienst voortgezet met getrokken treinen. Op 1 juni 1997 werd de ETR 470 in dienst genomen op de Gotthardroute. Deze trein met kantelbak maakte deel uit van een twee-uursdienst tussen Milaan en Zürich. Cisalpino heeft de naam Gottardo niet overgenomen.

## EuroNight
De naam Gottardo is vanaf 1 juni 1997 gebruikt voor de EuroNight(EN) Zürich - Rome. Deze reed tussen Rome en Milaan gekoppeld met de EN Roma. Op 18 mei 2003 is de naam Gottardo vervallen en worden beide takken van de nachttrein gereden als EN Roma